# Zweifarben-Fruchttaube

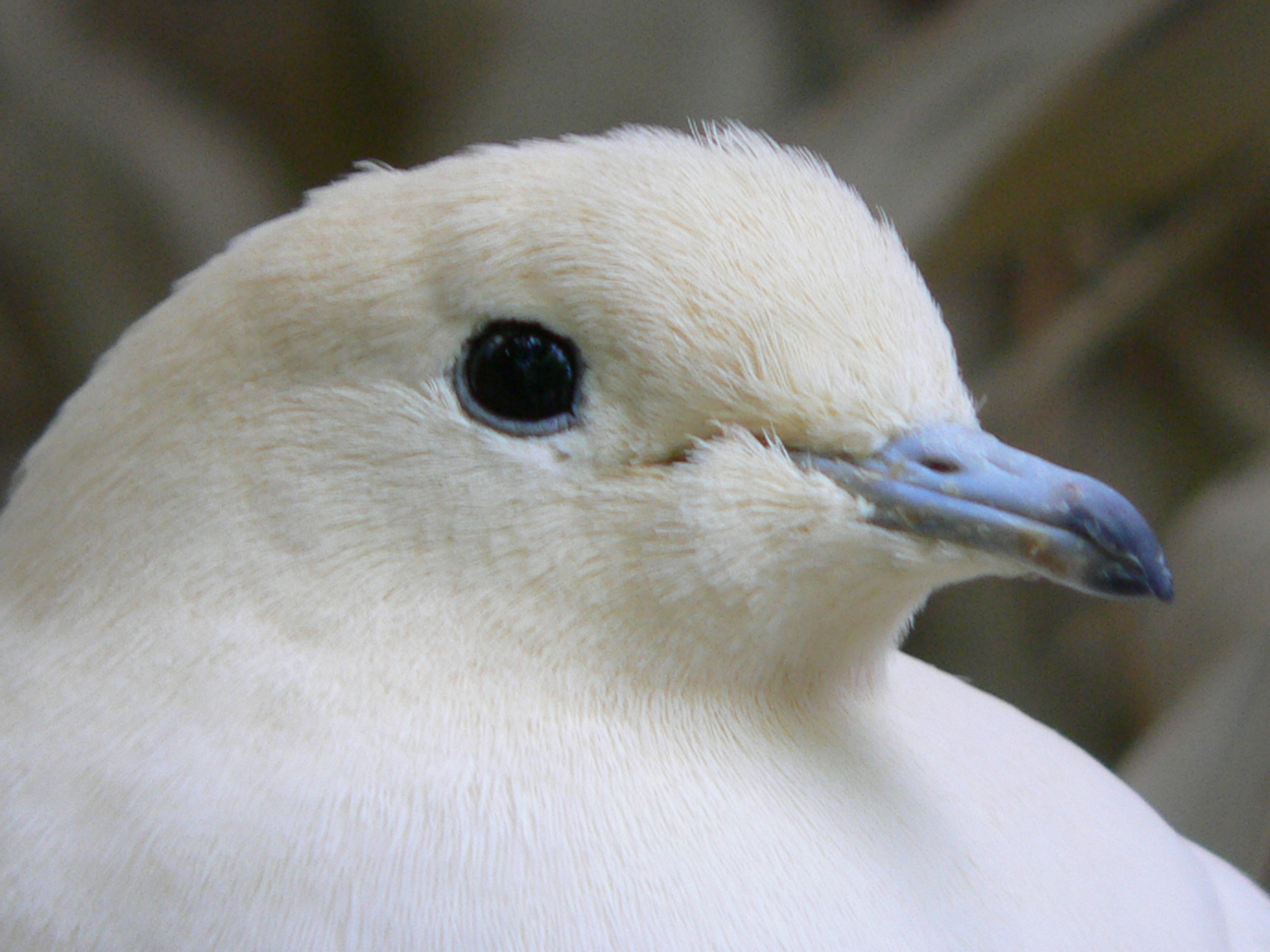
Porträt einer Zweifarben-Fruchttaube

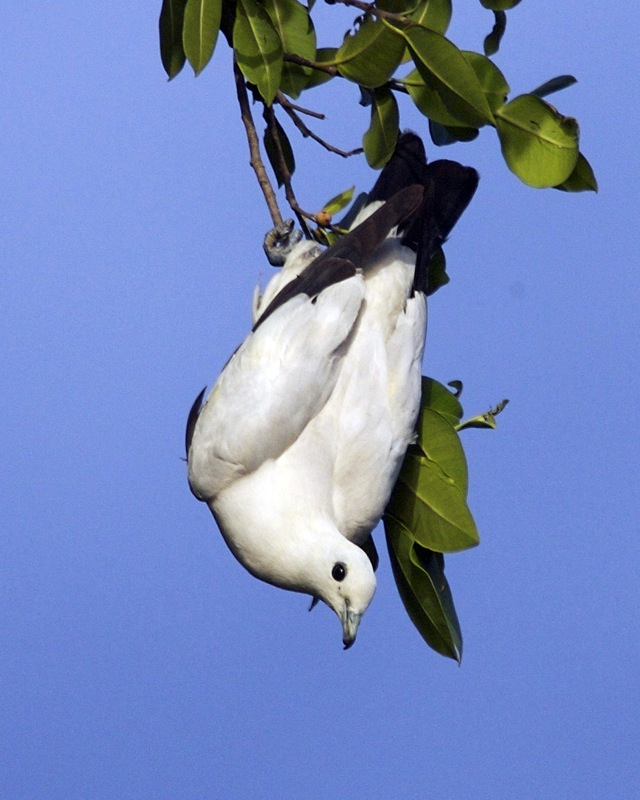
Wie viele andere Fruchttauben lässt sich auch die Zweifarben-Fruchttaube während der Nahrungssuche gelegentlich kopfüber von Ästen hängen

Die Zweifarben-Fruchttaube (Ducula bicolor), auch Muskatnuss-Fruchttaube genannt, ist ein großer Vogel in der Familie der Tauben (Columbidae). Zweifarben-Fruchttauben bewohnen die Wälder und Mangroven auf den kleinen Inseln und Inselgruppen im Indischen Ozean, von Neuguinea bis in den Nordosten und Osten von Australien. Es werden zwei Unterarten unterschieden.
Die Art ist in ihrem Verbreitungsgebiet häufig und wird von der IUCN als nicht gefährdet eingestuft.

## Erscheinungsbild
Die Zweifarben-Fruchttaube hat eine Körperlänge von 38 bis 42 Zentimeter und eine Flügelspannweite von 45 Zentimeter. Sie entspricht damit einer großen Rasse der Haustauben. Der Schwanz ist im Verhältnis zur Körperlänge kurz. Der Kopf ist flach. Es besteht kein Geschlechtsdimorphismus.
Zweifarben-Fruchttauben haben ein überwiegend weißes Gefieder. An den Enden der Flügel und den Schwanzfedern ist das Gefieder schwarz.  Der Schnabel und die Beine sind blaugrau, die Augen dunkelbraun. Bei der Unterart D. b. melanura, die auf den Molukken vorkommt, ist das schwarze Schwanzende größer als bei der Nominatform. Die Unterart weist außerdem mehr Schwarz auf den Unterschwanzdecken auf.

## Verhalten
Ihre Nester legen sie überwiegend auf Kokospalmen an. Ein einzelnes weißes Ei wird von dem Weibchen in das Nest gelegt, das nach etwa 26 bis 28 Tagen ausgebrütet wird. Flügge sind die Jungvögel nach etwa drei bis vier Wochen.
Sie ernähren sich überwiegend von Früchten. Dabei können sie relativ große Früchte mit großen Samen wie Muskatnüsse durch ihre stark dehnbare Mundöffnung und den dehnbaren Schlund verzehren. Im Darmtrakt wird die Fruchthülle von dem Kern abgeschabt, der dann wieder ausgeschieden wird. Sie verfügen nur über einen kurzen Darm und haben keinen Muskelmagen.

## Haltung in menschlicher Obhut
Die ersten Zweifarben-Fruchttauben wurden bereits 1893 (Zoo Berlin) und 1896 (Zoo Köln) in Deutschland gehalten. Verglichen damit, erfolgte die Zucht verhältnismäßig spät. Die erste belegte Nachzucht in Deutschland gelang dem Allwetterzoo Münster im Jahre 1977. Sie werden erst seit den 1980er Jahren häufiger in zoologischen Gärten gezüchtet. 1980 vermeldeten vier Zoos Nachzuchten, 1989 hatten bereits elf Zoos Zuchterfolge mit dieser Art.
Heute dürfte die Zweifarben-Fruchttaube – mit elf Haltungen in Deutschland und 47 im restlichen EAZA-Raum – die am häufigsten in europäischen Zoos gehaltene und gezüchtete Fruchttaubenart sein.
Das europäische Fruchttaubenprojekt weist für die letzten Jahre die folgende Nachzuchtstatistik aus:
| Jahr | Anzahl Züchter (privat + Zoos) | Anzahl beteiligter Zoos, Vogelparks etc.                       | Nachzuchten (m / w / u) |
| 2010 | 7                              | 3: Zoo Köln, Zoo Pilsen, Zoo Prag                              | 6 / 6 / 3               |
| 2011 | 7                              | 2: Zoo Köln, Zoo Pilsen                                        | 9 / 4 / 3               |
| 2012 | 10                             | 4: Attischer Zoologischer Park, Zoo Köln, Zoo Pilsen, Zoo Prag | 11 / 9 / 19             |